# Tadawul
Tadawul (arabisch تداول Tadāwul, englisch Saudi Exchange) ist die saudi-arabische Wertpapierbörse in Riad.

## Wertpapierbörse
Die saudi-arabischen Aktiengesellschaften hatten ihren Ursprung im Jahr 1935, als die Arab Automobile Company als die erste Kapitalgesellschaft des Landes gebildet wurde. Bereits seit den 1970er Jahren wurden in Saudi-Arabien zahlreiche Aktiengesellschaften gegründet und Aktien informell gehandelt. 1975 gab es ungefähr 14 Kapitalgesellschaften. Am 23. November 1984 wurde die Wertpapierbörse mit der Schaffung der Saudi Share Registration Company formal eröffnet. Sie wird durch einen Ausschuss reguliert, dem unter anderem die Minister für Finanzen sowie für Handel und der Gouverneur der Saudi Arabian Monetary Authority (SAMA), der saudi-arabischen Zentralbank, angehören. Am 6. Oktober 2001 erfolgte die Einführung des Handelssystems Tadawul. Es ersetzte das 1990 lancierte Electronic Securities Information System (ESIS). Handelszeit ist von 9:00 Uhr bis 15:00 Uhr Ortszeit (7:00 Uhr bis 13:00 Uhr MEZ).
Der saudi-arabische Aktienmarkt zählt zu den größten im Nahen Osten. Nach Angaben des Arab Monetary Fund rangierte er 2006 nach der Marktkapitalisierung, der Anzahl gehandelter Aktien und dem Handelsvolumen an erster Stelle in der arabischen Welt. Die Kapitalisierung der Tadawul betrug etwa 50 Prozent des Wertes aller arabischen Börsen. Zwischen 2000 und 2006 stieg die Zahl der an der Börse gehandelten Aktien von 2,8 Milliarden auf 68,5 Milliarden und deren Wert von 65,3 Milliarden Saudi-Rial auf 5.262 Milliarden Saudi-Rial. Am 15. August 2010 waren 144 Unternehmen an der Börse notiert. Die Hauptgründe für den Zuwachs der Börsenoperationen lagen im Wachstum von Bruttoinlandsprodukt (BIP), Unternehmensgewinnen und in der Anzahl der Investoren begründet. Weitere Faktoren waren der gestiegene Rückfluss von im Ausland angelegtem Kapital und die wirtschaftspolitischen Reformmaßnahmen der Regierung.

## Leitindex
Der wichtigste Index ist der Tadawul All-Share Index (TASI). Er umfasst Unternehmen aus den Bereichen
- Banken (Finanzwirtschaft)
- Industrie (Chemie, Petrochemie, Lebensmittel etc.)
- Baustoffe (Zement u. a.)
- Dienstleistungen (Tourismus, Reedereien, Verkehr, Import, Export etc.)
- Versorger (Stromwirtschaft)
- Telekommunikation
- Versicherungswirtschaft und
- Landwirtschaft.

## Mitgliedschaften
Die Börse ist Mitglied von:
- World Federation of Exchanges[4]
- Arab Federation of Exchanges[5]
- Sustainable Stock Exchanges Initiative